# Козацький табір

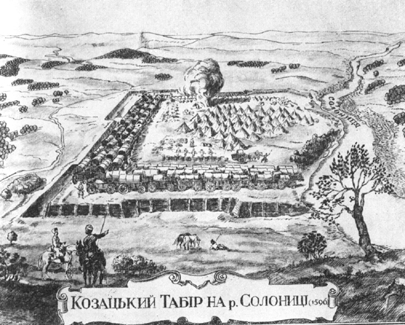
Козацький табір на річці Солониці

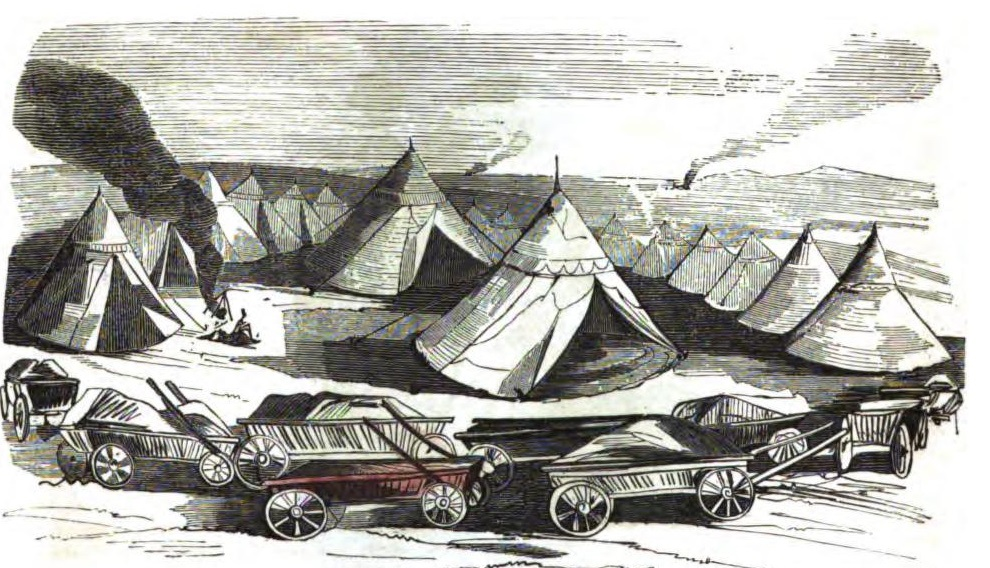
Козацький табір зблизька

Коза́цький та́бір (крим.-тат., тур. tabur) становив укріплення з возів, поставлених одним чи декількома рядами у вигляді каре; застосовувався під час тривалої стоянки в поході, а також для організації оборони. Всередині табору розміщувався загін, захищений від стріл, снарядів і куль. Для піхоти противника возове укріплення не було серйозною перешкодою, але проти кінноти застосовувалося досить ефективно. Табірний метод захисту такого типу сягає в глиб віків.
Відомі возові укріплення гунів, угрів, печенігів; у новіші часи був поширений серед чехів під час гуситських воєн. Сам термін «табір» виник, як припускають, на початку І тис. н. е. в середовищі кочовиків. Багатовікова боротьба та, водночас, взаємодія русів зі Степом, участь кочових народів у формуванні степової людності, стала підставою використання цієї оборонної традиції українськими козаками у XVI—XVII ст.